# YooMoney
YooMoney est un service de paiement électronique russe créé le 24 juillet 2002 par Yandex, le créateur du moteur de recherche éponyme.

## Description

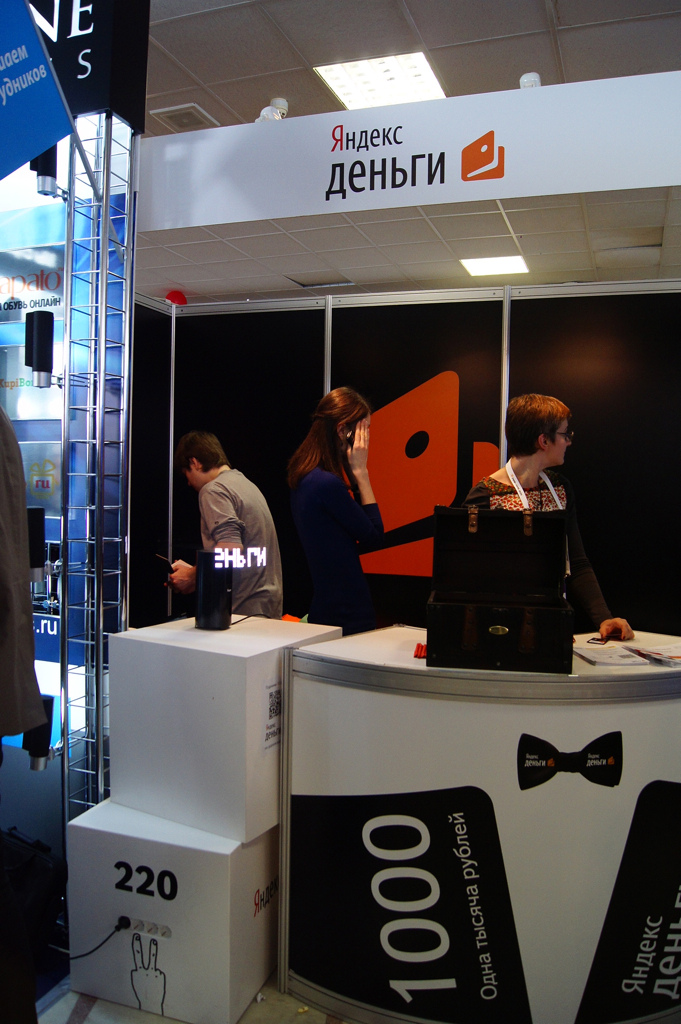
terminal de paiement

Des logiciels de paiement utilisant ce service existent pour les plates-formes Android, IOS, Windows Phone, Windows 8 et Windows RT. Il existe également 170 000 terminaux de payement permettant de faire des transactions en espèces ou par des terminaux de paiement.
Ce système peut être utilisé pour des achats chez plus de 76 000 partenaires, dont différents sites internationaux tels qu'Aliexpress (Alibaba), Apple iTunes, Nintendo, ou encore Skype.
Il permet également d'utiliser une e-carte bancaire (carte de paiement virtuelle) pour les commerces n'étant pas partenaires de ce service.
En 2013, la banque russe, Sberbank, l'une des plus importantes d'Europe investit dans Yandex.Money et possède aujourd'hui 75 % de ses parts, les 25 % restant en possession de Yandex.[réf. souhaitée]